# Trisetum spellenbergii
Trisetum spellenbergii là một loài thực vật có hoa trong họ Hòa thảo. Loài này được Soreng, Finot & P.M.Peterson mô tả khoa học đầu tiên năm 2004.